# Maimi Yajima
Maimi Yajima (矢島 舞美 Yajima Maimi?,  Saitama, Japón, 7 de febrero de 1992) es una Idol, cantante, actriz japonesa, conocida por haber sido miembro y líder del grupo de J-pop, °C-ute.

## Carrera
Yajima se unió a Hello! Project en 2002 como una de las quince niñas elegidas de Hello! Project Kids después de realizar las audiciones con "Momoiro Kataomoi" de Aya Matsuura. Hizo su debut en el mismo año en la película Dan no Monogatari Koinu, teniendo en uno de los papeles principales. Al año siguiente se unió al primero de sus grupos, ZYX, que publicó dos sencillos.
En el año 2004 Berryz Kobo se formó con la intención de la rotación de las chicas a lo largo de la unidad. Maimi no hizo la selección original. El resto de las chicas al final terminó formando °C-ute en 2005. A pesar de no ser la más antigua, aun así Maimi se convirtió en la líder del grupo. El grupo no hizo su debut oficial hasta finales de 2006, con su primer sencillo oficial lanzado en febrero de 2007.

## Trabajos

### Photobooks
| # | Title                                                                    | Release date        | Publisher  | ISBN                   | Photobook information   |
| - | ------------------------------------------------------------------------ | ------------------- | ---------- | ---------------------- | ----------------------- |
| 1 | 1st Solo Shashinshū "Maimi" (1stソロ写真集『舞美』?)                     | 25 de abril de 2007 | Wani Books | ISBN 978-4-8470-4003-0 | Primer photobook sola.  |
| 2 | 2nd Solo Shashinshū "Clear • Sky" (2ndソロ写真集『爽・空（そうそら）』?) | 27 de enero de 2008 | Wani Books | ISBN 978-4-8470-4065-8 | Segundo photobook solo. |
| 3 | 3rd Solo Shashinshū "Seventeen" (3rdソロ写真集『17』?)                   | 18 de abril de 2009 | Wani Books | ISBN 978-4-8470-4169-3 | Tercer photobook sola.  |

## Apariciones

### Películas
- Little Dog Dan's Story (仔犬ダンの物語, Koinu Dan no Monogatari?) (2002)
- Winter Ghost Story: You, Me, and Grandma's Story (冬の怪談〜ぼくとワタシとおばあちゃんの物語〜 Fuyu no Kaidan ~Boku to Watashi to Obāchan no Motogatari~?) (2009)
- Black Angels (ブラック・エンジェルズ?) (2011, vídeo)
- Black Angels 2 (ブラック・エンジェルズ2〜黒木覚醒編〜?) (2012, vídeo)
- Ōsama Game (王様ゲーム, Ōsama Gemu?) (2011)
- Black Angels 3 (ブラック・エンジェルズ3〜黒木死闘編〜?) (2012, vídeo)
- Zomvideo (ゾンビデオ?) (2012)
- First Love (初恋, Hatsukoi?) (2019)
- BLACKFOX: Age of the Ninja (2019)

### Televisión
- Mannequin Girls (マネキン・ガールズ?) (2011)
- Sūgaku Joshi Gakuen (数学♥女子学園?) (2012)

### Programas de televisión
- Earth Saver: Save the Future with the Art of Dreams! (地球セイバー 夢の技術で未来を救え!?) (3 de mayo de 2005)
- °C-ute Has Come #03 (2 de diciembre de 2006)
- °C-ute Has Come #04 (16 de diciembre de 2006)
- 58th NHK Kōhaku Uta Gassen (31 de diciembre de 2007)
- あほやねん!すきやねん! (Ahoya nen! Sukiya nen!?) (NHK Osaka - 21 de abril de 2009)
- Beautiful Girls Chat Show (美女放談 Bijo Hōdan?) - Talk show featuring Hello! Project members (26 de junio de 2009)
- Piramekiino G (ピラメキーノG, Zakkuri Senshi Piramekid?)
- Bijo Gaku (美女学?)
- Hello Pro! Time (ハロプロ！ＴＩＭＥ?)
- Hello! Satoyama Life (ハロー！ＳＡＴＯＹＡＭＡライフ?)

### Radio
- Cutie Party (4 de noviembre de 2006 - actualmente)
- °C-ute Maimi Yajima's I My Me Maimi~ (℃-ute矢島舞美のI My Me まいみ〜?) (4 de julio de 2008 - actualmente)

### Internet
- Hello! ga Ippai #01 (10 de noviembre de 2006)
- Hello! ga Ippai #02 (24 de noviembre de 2006)
- Hello! Pro Hour #02 (17 de marzo de 2006)
- Michishige Sayumi no "Mobekimasutte Nani??" (道重さゆみの『モベキマスってなに？？』?) (2011)
- Hagiwara Mai Desu ga... Nani ka? (2012)

### Teatro
- Cat's Eye (2012) como Hitomi Kisugi
- Hatagumi Vol.3 "Ran" (2010) como Ran
- Hatagumi Vol.4 "Ran―2011New version!!" (2011) como Ran
- Hatagumi Vol.5 "Taklamakan" (2013) como Kei